# Полудино
Полудино (каз. Полудино) — село в районе Магжана Жумабаева Северо-Казахстанской области Казахстана. Административный центр Полудинского сельского округа. Код КАТО — 593669100.

## География
Расстояние до районного центра — 42 км, расстояние до областного центра — 61 км. Расположено около озера Питное. В 4,6 км к востоку находится озеро Половинное.

## История
Полудинская крепость была заложена в то же время, что и Петропавловск — в 1752 г. По одной версии такое название получила потому, что топографическая экспедиция прибыла из Петропавловска в полдень. Полудинская крепость располагалась между Петропавловском и Лебяжинской крепостью, а помимо них на этом участке Пресногорьковской укреплённой линии существовало ещё несколько редутов. Крепость строилась по методу французского инженера Вобона. Спустя 100 лет крепость была ликвидирована за ненадобностью. Станица Полуденная, возникшая таким образом, впоследствии стала волостным центром.

## Детский дом
Полудинский детский дом (ныне Центр поддержки детей, находящихся в трудной жизненной ситуации района Магжана Жумабаева) был основан в 1965 году. Проектная мощность — 72 воспитанника. Дети обучаются в Полудинской средней школе. Общая площадь зданий — 2366 кв.м.

## Население
Численность населения: 1939 год — 2215 человек (1093 мужчины и 1122 женщины), 1959 год — 2755 человек (1268 мужчин и 1487 женщин), 1989 год — 2377 человек , 1999 год — 1790 человек (858 мужчин и 932 женщины), 2009 год — 1492 человека (705 мужчин и 787 женщин).